# Carmichaelia flagelliformis
Carmichaelia flagelliformis là một loài thực vật có hoa trong họ Đậu. Loài này được Hook. miêu tả khoa học đầu tiên.